# 洪文衡
洪 文衡（こう ぶんこう、1560年 - 1621年）は、明代の官僚。字は平仲。本貫は徽州府歙県。

## 生涯
洪豪と程氏のあいだの次男として生まれた。1589年（万暦17年）、進士に及第した。戸部主事に任じられた。万暦帝が皇長子朱常洛を王に封じようとすると、文衡は同官の賈巌とともに上疏し、皇長子を皇太子に立てるよう主張して争った。ほどなく礼部主事に転じた。郎中の何喬遠と仲が良く、何喬遠が罪に問われて失脚したとき、文衡は考功主事の位にあったが、病を理由に辞職して帰郷した。
文衡は南京工部主事として再び起用され、郎中となった。旧制の復活につとめ、宦官の干渉を排し、冗費を節減した。工部の官にあること9年、光禄寺少卿に進んだ。1610年（万暦38年）、太常寺少卿に転じ、四夷館を監督した。顧憲成の起用について、御史の徐兆魁の批判を受けたため、文衡は万暦帝が徐兆魁の言に惑わされるのを恐れて、反論の上奏をおこなった。1612年（万暦40年）、大理寺少卿に転じた。服喪のため官を辞去した。
1620年（泰昌元年）、文衡は太常寺卿として再び起用された。1621年（天啓元年）7月、文衡は太廟に憲宗を祀らず、睿宗を祀るよう上疏したが、天啓帝に聞き入れられなかった。10月、死去した。享年は62。工部右侍郎の位を追贈された。

## 子女
- 洪嗣成（長男）
- 洪嗣彦（次男）
- 洪嗣廉（三男）
- 洪嗣憲（四男）
- 洪嗣藻（五男）
- 洪氏（汪氏にとついだ）